# Olympische Jugend-Sommerspiele 2010/Teilnehmer (Belarus)
| Gelbes Symbol für Goldmedaillen mit stilisierten Olympischen Ringen | Graues Symbol für Silbermedaillen mit stilisierten Olympischen Ringen | Braundes Symbol für Bronzemedaillen mit stilisierten Olympischen Ringen |
| ------------------------------------------------------------------- | --------------------------------------------------------------------- | ----------------------------------------------------------------------- |
| —                                                                   | 4                                                                     | 1                                                                       |

Die Jugend-Olympiamannschaft aus Belarus für die I. Olympischen Jugend-Sommerspiele vom 14. bis 26. August 2010 in Singapur bestand aus 49 Athleten.

## Athleten nach Sportarten

### Basketball
Mädchen
- Natallia Baklaha
- Nadzeya Bohdan
- Daria Lipinskaya
- Katsiaryna Nialepka
3x3: 12. Platz

### Bogenschießen
| Mädchen - Iryna Hul Einzel: 17. Platz Mixed: 8. Platz (mit Luo Siyue Volksrepublik China) | Jungen - Anton Karoukin Einzel: 17. Platz Mixed: Gold (mit Gloria Filippi Italien) |

### Boxen
Jungen
- Wadsim Kiryjenka
Halbfliegengewicht: 5. Platz

### Fechten
Jungen
- Mikhail Akula
Säbel Einzel: 4. Platz
Mixed: 6. Platz (im Team Europa 3)

### Gewichtheben
Jungen
- Aliaksandr Venskiel
Schwergewicht: 4. Platz

### Judo
Mädchen
- Wita Walnowa
Klasse bis 44 kg: Bronze 
Mixed: 9. Platz (im Team München)

### Kanu
| Mädchen - Aliaksandra Hryshyna Kajak-Einzel Sprint: 6. Platz Kajak-Einzel Slalom: 15. Platz | Jungen - Andrei Tsarykovich Kajak-Einzel Sprint: 4. Platz Kajak-Einzel Slalom: 15. Platz |

### Leichtathletik
| Mädchen - Nina Sawina 3000 m: 6. Platz - Anastasiya Puzakova 2000 m Hindernis: 7. Platz - Wolha Duchounik 5 km Gehen: 12. Platz - Iryna Schuk Stabhochsprung: 9. Platz - Wiktoryia Kolb Kugelstoßen: 6. Platz - Wolha Hladtschanka Diskuswurf: 11. Platz - Alena Sobalewa Hammerwurf: Silber | Jungen - Jauhen Saleski 10 km Gehen: 8. Platz - Andrei Churyla Hochsprung: 4. Platz - Jauhen Rabzewitsch Dreisprung: 13. Platz |

### Moderner Fünfkampf
| Mädchen - Marharyta Maseikava Einzel: 13. Platz Mixed: 19. Platz (mit German Sobolew Kasachstan) | Jungen - Aliaksandr Biruk Einzel: 6. Platz Mixed: 4. Platz (mit Zsófia Földházi Ungarn) |

### Radsport
- Wolha Massiukowitsch
- Kanstantsin Khviyuzan
- Paval Rahel
- Mikita Zharoven
Kombination Mixed: 26. Platz

### Ringen
Jungen
- Andrei Pikuza
Griechisch-römisch bis 50 kg: 4. Platz
- Aliaksandr Nedashkouski
Griechisch-römisch bis 69 kg: 4. Platz
- Aliaksandr Hushtyn
Freistil bis 76 kg: 5. Platz

### Rudern
| Mädchen - Nadzeya Misachenka - Tania Misachenka Zweier: 9. Platz | Jungen - Raman Budzko - Siarhei Valadzko Zweier: 13. Platz |

### Schießen
| Mädchen - Kseniya Faminykh Luftpistole 10 m: 20. Platz | Jungen - Aliaksei Horbach Luftpistole 10 m: 4. Platz - Illia Charheika Luftgewehr 10 m: Silber |

### Schwimmen
| Mädchen - Aksana Dsjamidawa 50 m Freistil: DNS 100 m Freistil: 9. Platz 200 m Freistil: 26. Platz | Jungen - Jaraslau Pronin 200 m Freistil: 27. Platz 400 m Freistil: 21. Platz |

### Segeln
Mädchen
- Anastasiya Yalkevich
Windsurfen: 7. Platz

### Taekwondo
Jungen
- Aliaksandr Shmakau
Klasse über 73 kg: 5. Platz

### Tennis
Mädchen
- Ilona Kramen
Einzel: Achtelfinale
Soppel: Viertelfinale (mit Mai Grage  Dänemark)

### Tischtennis
Mädchen
- Katsiaryna Baravok
Einzel: 21. Platz
Mixed: 17. Platz (mit Ondřej Bajger  Tschechien)

### Turnen

#### Gymnastik
| Mädchen - Lizaveta Parfionava Einzelmehrkampf: 38. Platz | Jungen - Wassil Michalizyn Einzelmehrkampf: 24. Platz Seitpferd: 4. Platz |

#### Rhythmische Sportgymnastik
Mädchen
- Aryna Scharapa
Einzel: Silber

#### Trampolinturnen
| Mädchen - Sviatlana Makshtarova Einzel: Silber | Jungen - Aleh Rabzau Einzel: 6. Platz |